# 全國登山鐵道‰會

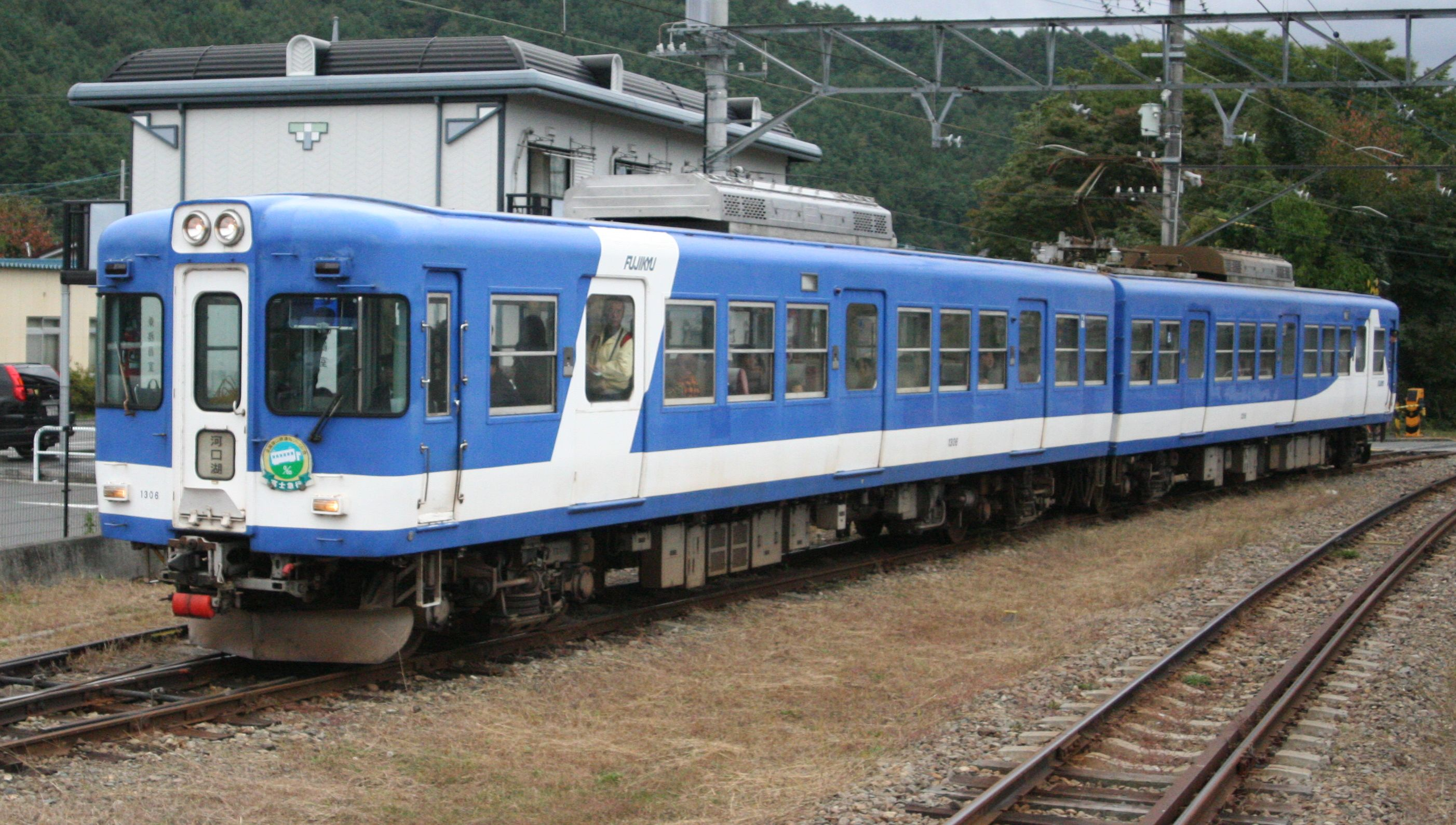
列車前方懸掛著‰會頭牌的富士急行1200型。2010年時攝於河口湖車站。

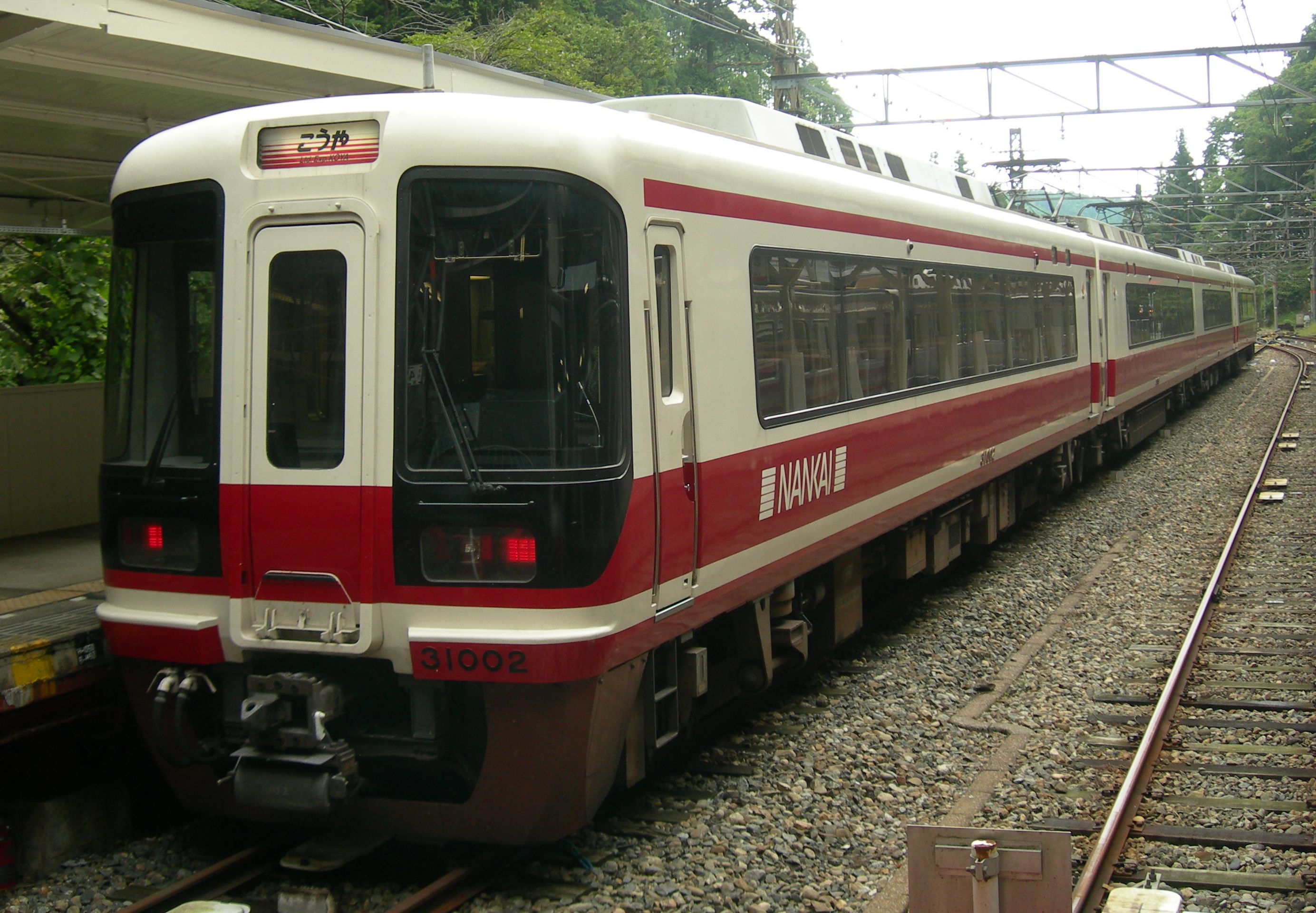
南海電鐵31000系「高野號」

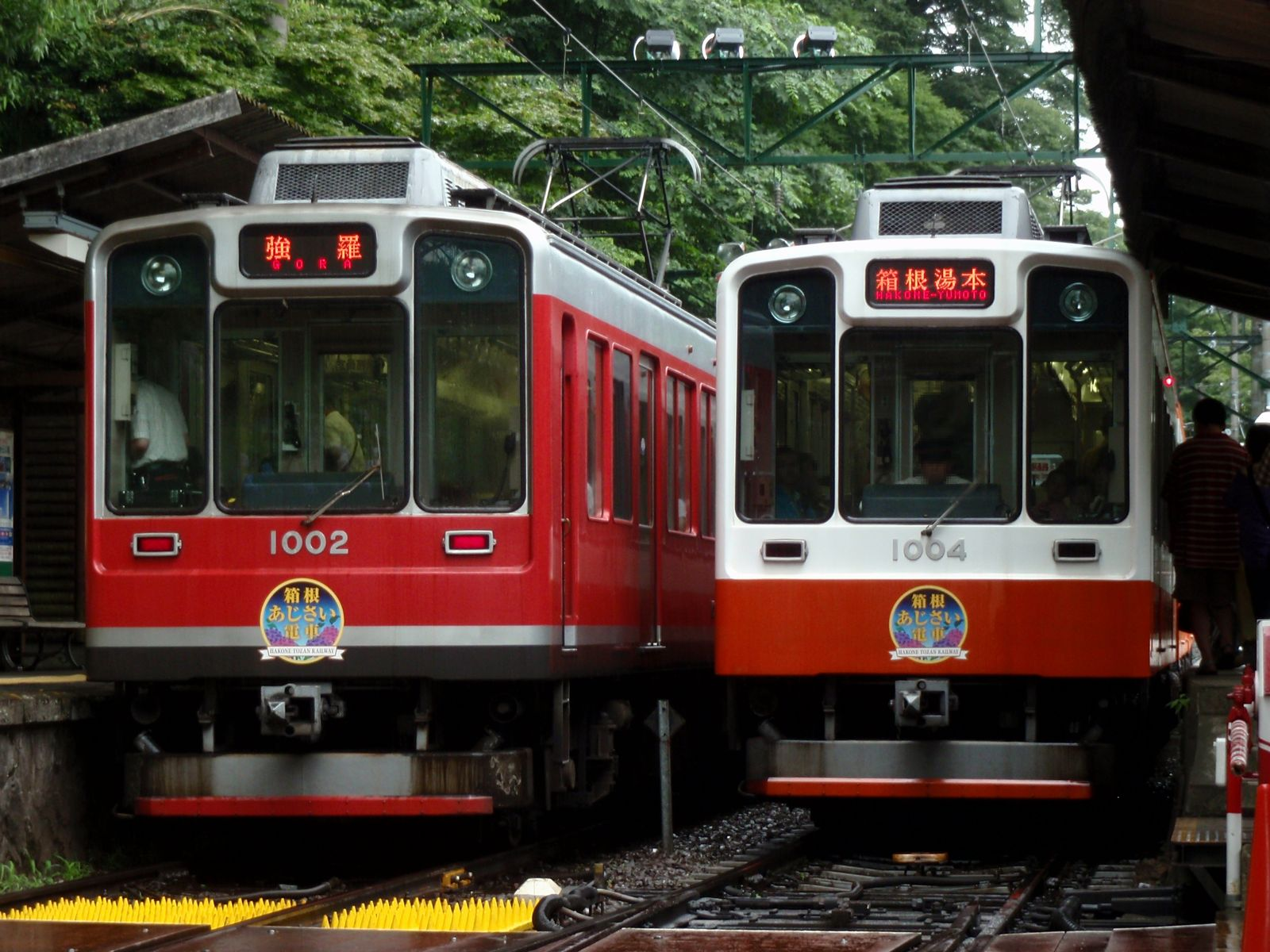
箱根登山鐵道1000型「伯連納號」（ベルニナ号）

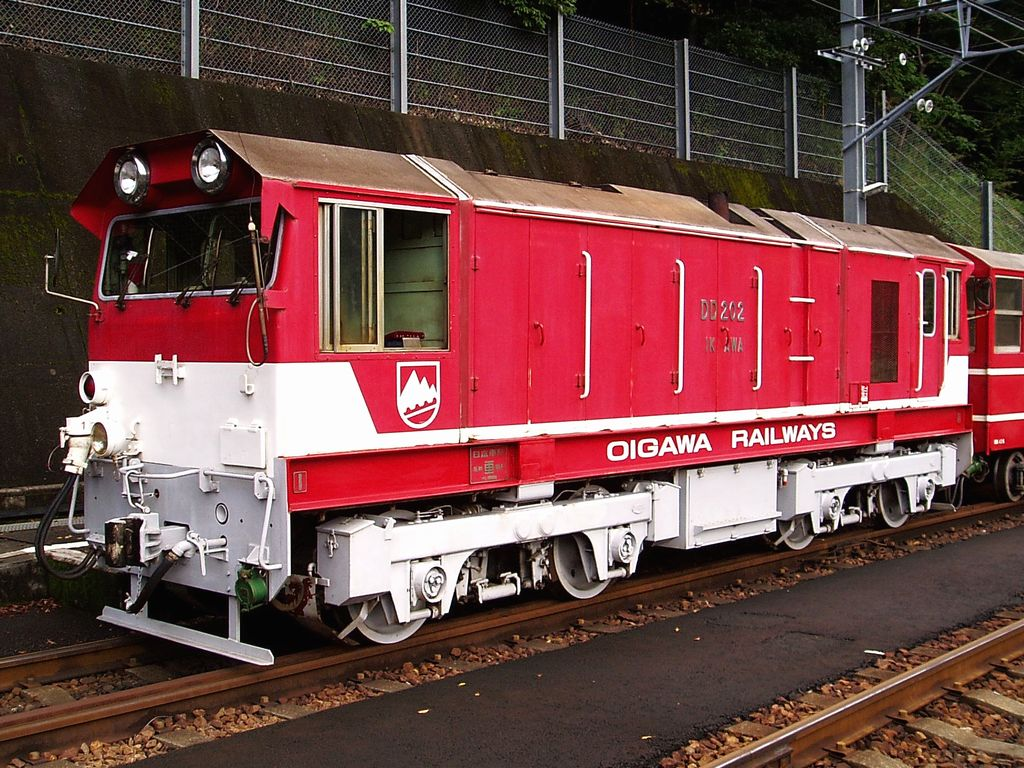
專用於牽引客車通過陡急路段用的大井川鐵道DD20型柴油機車

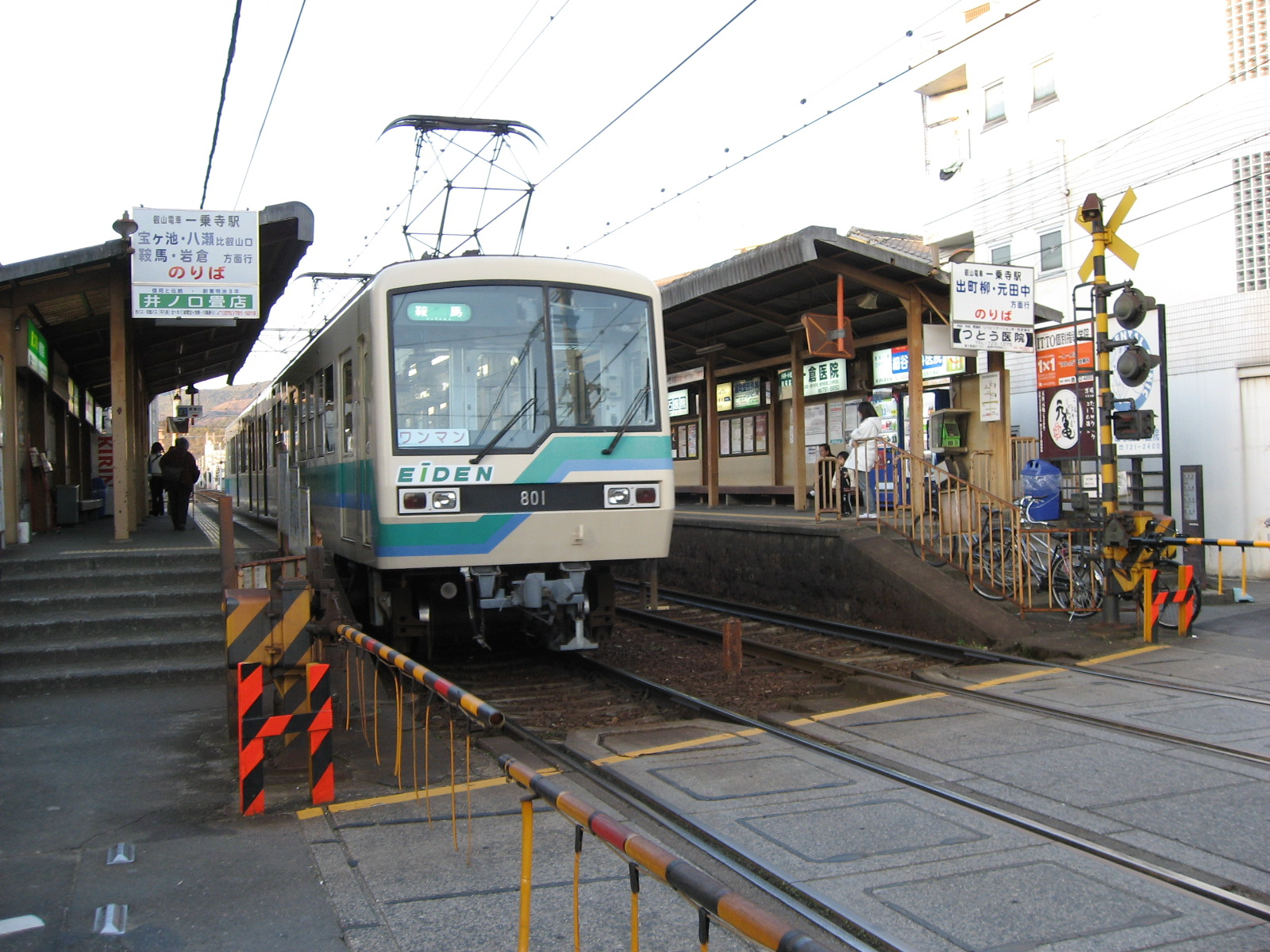
停靠在一乘寺車站內的叡山電鐵Deo800系

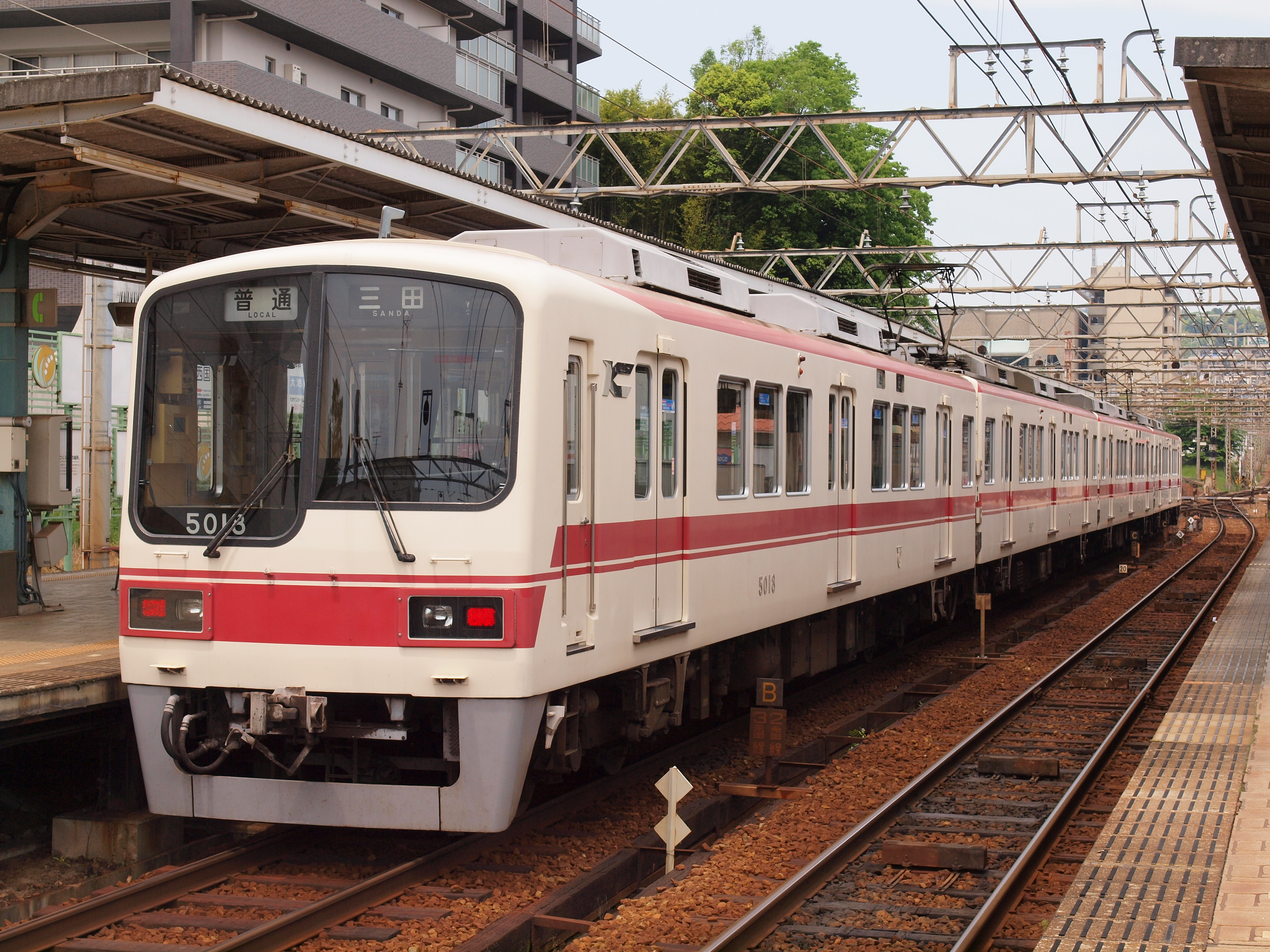
神戶電鐵5000系

全國登山鐵道‰會（日语：全国登山鉄道‰会），簡稱為「‰會」，是一個由日本大手私鐵南海電氣鐵道和五家擁有山地鐵路的中小型私人鐵路公司所聯合組成的聯合行銷團體，以推廣各公司所擁有的鐵路線與沿線的觀光產業。團體名稱中的「‰」（Permil，千分比）是鐵路工程學中用來標示縱坡度的單位，這起因於參與的六家鐵路公司，全都擁有高縱坡度的登山鐵路線之故。

## 簡介
全國登山鐵道‰會的成立，是在2009年9月3日首次發表，並於隔天的9月4日在南海高野線沿線的和歌山縣高野山召開成立大會，團體正式成立。並於9月5日在南海難波車站舉辦第一回六社共同宣傳活動。之後制定每年的9月4日為「‰會日」（パーミル会の日）。
該會在遴選成員時主要的考量在於，參與的鐵路公司會員必須擁有途經觀光地區、且具有登山鐵路特性的高縱坡度路線。因此纜車業者並沒有被包含在加入名單中，除此之外像是東京都交通局（荒川線）、京阪電氣鐵道（京津線）雖然都是擁有高縱坡度路線的業者，但因其路線主要是穿越市區或市郊地帶，並不屬於登山鐵路的風格，而未參與該組織。
‰會主要的活動方式，是以同步進行跨公司、路線的宣傳行銷活動，或製作共用海報、導覽手冊或紀念商品等方式進行。除此之外在‰會成立紀念期間，各公司的登山路線列車皆會懸掛共用的‰會頭牌，舉辦由民眾參與的鐵路攝影競賽活動並製作限量的火車造型別針作為抽獎或銷售，已經成為每年都會舉辦的活動慣例。

## 成員
以下列出‰會的組成成員、各成員總公司所在地、被列入的登山鐵路線與其長度及坡度資訊：
- 箱根登山鐵道（神奈川縣小田原市）
箱根登山線：箱根湯本 — 強羅，全長8.9公里，沿線最大縱坡度80‰。
- 富士急行（山梨縣富士吉田市）
富士急行線：大月 — 河口湖，全長26.6公里，沿線最大縱坡度40‰。
- 大井川鐵道（靜岡縣島田市）
井川線：千頭 — 井川，全長25.5公里，沿線最大縱坡度90‰。
- 叡山電鐵（京都市左京區）
鞍馬線部分路段：二軒茶屋 — 鞍馬，全長4.7公里，沿線最大縱坡度50‰。
- 南海電氣鐵道（大阪市中央區）
高野線部分路段：高野下 — 極樂橋，全長10.3公里，沿線最大縱坡度50‰。
- 神戶電鐵（神戶市兵庫區）
神戶電鐵所屬全部路線有八成以上都屬於有坡度的路線，各線加總全長69.6公里，沿線最大縱坡度50‰。
- Alpico交通(長野縣松本市)
上高地線:全長14.4公里,在標高約700公尺處運行,為往北阿爾卑斯山登山旅客的交通路線

## 歷史
- 2009年
  - 9月5日：在南海難波車站舉辦第一回共同推廣宣傳活動[1]。
  - 11月15日：在叡山電鐵的出町柳車站舉辦第二回共同推廣宣傳活動。
- 2010年
  - 4月17日：限量發售‰會的企畫商品，內容為以六家公司的車輛設計的別針[4]。
  - 7月10日：在箱根登山鐵路的箱根湯本車站和早雲山車站舉辦第三回共同推廣宣傳活動。
  - 10月10日：為紀念「全國登山鐵道‰會」成立一周年，自和表示坡度的記號「‰」相稱的2010年10月10日開始，各家公司一齊在電車裝上標有‰會標識的車頭牌。
- 2011年
  - 9月1日：為紀念「全國登山鐵道‰會」成立兩周年，各家公司一齊在電車貼上標有‰會標識的車頭牌，並同時舉辦收集車站戳章的活動。
  - 9月3日：在神戶電鐵的有馬温泉車站舉辦第四回共同推廣宣傳活動。

## 外部連結
- 「全国登山鉄道‰（パーミル）会」ホームページ （页面存档备份，存于）